# Forsthaus Hülloch
Forsthaus Hülloch ist ein Ortsteil von Bad Münstereifel im Kreis Euskirchen in Nordrhein-Westfalen.

## Lage
Der kleine Ort liegt östlich von Bad Münstereifel mitten im Münstereifeler Wald an der südlich vorbeiführenden  Landesstraße 498 von Bad Münstereifel-Scheuren nach Bad Münstereifel. Die Grenze zum Stadtgebiet von Euskirchen verläuft rund 1,2 km nördlich des Forsthauses.

## Geschichte
Der Oberbefehlshaber des Heeres, Generaloberst Walther von Brauchitsch, hatte 1940 zu Beginn des Westfeldzuges sein Quartier auf Forsthaus Hülloch. Rund 4 km Luftlinie in westlicher Richtung liegt der Bad Münstereifeler Stadtteil Rodert, in dem sich das Führerhauptquartier „Felsennest“ befand. Adolf Hitler nutzte dieses Hauptquartier vom 10. Mai 1940 bis zum 6. Juni 1940.
Im Rahmen des Unternehmens „Wacht am Rhein“ (sog. Ardennenoffensive ab 16. Dezember 1944) nutzte Feldmarschall Walter Model, Oberbefehlshaber der Heeresgruppe B, das ehemalige OKH-Quartier.
Das Forsthaus mit dem umliegenden Bunker- und Barackenlager wurde zwei Mal aus der Luft angegriffen.
Heute findet man noch zahlreiche mächtige Betontrümmer in der Nähe des Forsthauses. Vor dem Eingang zur Försterei steht ein noch erhaltener, unter Denkmalschutz stehender Postenstand.
Das Forsthausareal ist nicht zugänglich, da es sich im Besitz der Hanielschen Forstverwaltung befindet, die dort von 1951 bis 1953 ihr inzwischen denkmalgeschütztes Jagdhaus Haniel von dem Düsseldorfer Architekten Paul Schneider-Esleben erbauen ließen.